# ۶۱۹ (خورشیدی)
۶۱۹ ششصد و نوزدهمین سال هجری خورشیدی است.